# Heinrich Bongartz
Heinrich Bongartz (Gelsenkirchen, 31 gennaio 1892 – Rheinberg, 23 gennaio 1946) è stato un militare e aviatore tedesco, asso dell'aviazione da caccia tedesca nel corso della prima guerra mondiale con 33 vittorie confermate e 9 probabili. Decorato con la Croce di Cavaliere dell'Ordine di Hohenzollern con spade e con quella dell'Ordine Pour le Mérite .

## Biografia
Nacque a Gelsenkirchen, Westfalia, il 31 gennaio 1892, figlio maggiore di Peter Michael, di professione contadino, e della signora Catharina Elmendorf. Dopo aver frequentato il Realgymnasium di Hamborn e il collegio di formazione per insegnanti a Elten sul Basso Reno, superò l'esame per l'insegnamento nel 1912. Lavorò successivamente come insegnante presso la Hohenzollernschule di Hamborn fino al 1914. Poco prima dello scoppio della Grande Guerra, prestò servizio come volontario con ferma annuale nell'esercito tedesco, assegnato in servizio dapprima allo Infanterie-Regiment „Freiherr von Sparr“ (3. Westfälisches) Nr. 16 a Mülheim an der Ruhr.  Nell'agosto 1914 fu mobilitato e assegnato come volontario di guerra allo Infanterie-Regiment „Freiherr von Sparr“ (3. Westfälisches) Nr. 16 e poi trasferito al Reserve-Infanterie-Regiment Nr. 13 come sturmoffizier ed entrando in combattimento a Verdun. Nel marzo 1916 fu promosso tenente della riserva, e nel successivo mese di luglio si trasferì nel Luftstreitkräfte (servizio aereo tedesco) assegnato alla Flieger-Abteilung (FA) 5 di Hannover come ufficiale osservatore, conseguendo quindi il brevetto di pilota presso il campo di aviazione di Amburgo-Fuhlsbüttel in un tempo relativamente breve. Nel novembre 1916 fu poi trasferito al Kampfstaffel 27 del Kagohl 5 (sotto la guida del capitano Pfeiffer), e partecipò alla battaglia della Somme. All'inizio del 1917 il Kampfstaffel 27  fu ridenominato Schutzstaffel 9, ed egli rimase in questo reparto sino al mese di marzo.
Su richiesta del capitano Albert Dossenbach fu assegnato alla specialità caccia in forza alla Jagdstaffel 36. Durante l'Aprile di Sangue, così chiamato a causa delle gravi perdite subite dal Royal Flying Corps, rivendicò la prima vittoria il giorno 6 abbattendo uno SPAD S.VII vicino a Vitry, poi un Caudron e due palloni da osservazione.  Divenne asso il 2 maggio successivo, il 12 luglio, alla 11 vittoria, risultava insignito di entrambe le classi della Croce di ferro, e il giorno dopo rimase ferito per la prima volta. 
Rientrato in servizio il 26 settembre, e promosso Staffelführer, assunse il comando della Jasta 36 e continuò ad accumulare vittorie a un ritmo costante, con una tripletta il 31 ottobre, quando abbatté un R.E.8, uno SPAD S.VII e un SE.5a, che portò il totale a 20.   Nel mese di novembre 1917 fu nuovamente ferito, ma riuscì ad abbattere altri cinque aerei nemici, tra cui due Sopwith Camel e un B.E.2b, con un altro non confermato.  Il 24 novembre 1917 fu insignito della Croce di Cavaliere dell'Ordine di Hohenzollern. 
Il 23 dicembre 1917 ricevette personalmente l'Ordine Pour le Mérite dal Kaiser Guglielmo II.  Con due vittorie conseguite a dicembre, una a gennaio e due il 5 febbraio 1918, aveva portato il suo totale a 30 vittorie confermate. Le sue ultime due vittorie arrivarono il 27 marzo. Il 30 marzo 1918 fu abbattuto dal fuoco della contraerea, rimanendo ferito e il suo aereo gravemente danneggiato.
Il 25 aprile 1918 rimase fu nuovamente ferito. Il 29 dello stesso mese affrontò da solo diversi aerei della Royal Air Force appartenenti al No.74 Squadron. Durante il combattimento aereo, mentre era inseguito dal capitano Edward Mannock, il suo aereo venne attaccato frontalmente dal SE.5a del  capitano Clive Beverley Glynn i cui proiettili crivellarono il Fokker Dr.I (575/17). Un proiettile lo colpì alla tempia sinistra, gli fece fuoriuscire l'occhio sinistro e gli si conficcò nel naso, ostacolandogli la respirazione. Stava quasi per toccare terra quando riuscì a dominare il dolore e a riprendere il controllo dell'aereo. Nonostante il dolore lancinante e lo stato di semi incoscienza, riuscì ad effettuare un atterraggio di fortuna vicino a Kemmel Hill, capottando l'aereo. Uscito dall'aereo strisciando da sotto ebbe la presenza di spirito di controllare i danni del suo velivolo e di presentarsi militarmente ai suoi soccorritori. Rimasto cieco parzialmente, e avendo perso la percezione della profondità fu allontanato dalla linea di combattimento.
Dopo essersi ripreso dalla ferita, divenne comandante del Deutsche Versuchsanstalt für Luftfahrt, prestandovi servizio come pilota collaudatore.   Scrisse un rapporto sul prototipo del caccia Zeppelin-Lindau D.I, di costruzione quasi completamente metallica.
Dopo la fine della guerra e la seguente rivoluzione del novembre 1918, fu gravemente ferito ad una gamba combattendo contro gli spartachisti, terminando la sua carriera militare. Dal 1919 fu impiegato come responsabile civile dell'aeroporto della Deutsche Luft-Reederei a Geiselkirchen.
Nel gennaio 1921 mentre effettuava su volo esibizione insieme ad Ernst Udet il loro aereo schiantò al suolo ed egli rimase ferito ancora una volta. Dopo la chiusura dell'aeroporto di Gelsenkirchen a causa delle disposizioni del Trattato di Versailles, lavorò come direttore delle vendite per una raffineria di petrolio della Germania settentrionale e successivamente come consulente per la neonata Luftwaffe.  Il 1 febbraio 1936 fu promosso hauptmann della riserva a Essen.
Promosso oberstleutnant il 27 agosto 1939, durante la seconda guerra mondiale, dal 1941 al 1942, prestò servizio  a Pleskau sul fronte orientale.
Nel 1943 prestò servizio come comandante di una unità da caccia notturna a Grove, in Danimarca, e nel 1944  in Finlandia. Alla fine di aprile del 1945 divenne prigioniero di guerra statunitense, dai quali fu rilasciato nel settembre 1945.  Sopravvissuto alla guerra, mentre si recava da sua sorella per prendere di alcuni viveri, si spense, a causa di un infarto, a Rheinberg il 23 gennaio 1946. La salma fu tumulata nel cimitero di Walsum-Aldenrade. Il suo libro Luftmacht Deutschland era stato pubblicato nel 1941.

## Pubblicazioni
- Luftmacht Deutschland, Essener Verlagsanst, 1941.[12]

### Annotazioni
1. ↑  L'aeroplano aveva 40 fori di proiettile solo nella cappottatura del propulsore, e fu poi demolito.

### Fonti
1. 1 2 3 4 5 6 7 8 9 10 11 12 13 14  Franks, Bailey, Guest 1993, p. 81.
2. 1 2 3 4  Franks 2000, p. 60.
3. ↑  Franks 2000, p. 86.
4. ↑  The Aerodrome.
5. 1 2 3 4 5 6  Biographien rund um Junkers.
6. 1 2 3 4 5 6 7  Frontflieger.
7. 1 2 3  Franks, Bailey, Guest 1993, p. 82.
8. 1 2 3 4 5 6  Franks, Van Wyngarden 2001, p. 87.
9. ↑  Pour le Merite.
10. ↑  Findagrave.
11. ↑  Guttman 2005, p. 47.
12. 1 2  Google books  Retrieved 12 November 2020.